# Gymnosporangium vauqueliniae
Gymnosporangium vauqueliniae är en svampart som beskrevs av Long & Goodd. 1939. Gymnosporangium vauqueliniae ingår i släktet Gymnosporangium och familjen Pucciniaceae.   Inga underarter finns listade i Catalogue of Life.